# Elezioni comunali in Piemonte del 2010
Il 28 e 29 marzo 2010 (con ballottaggio il 12 e 13 aprile) in Piemonte si tennero le elezioni per il rinnovo di numerosi consigli comunali. 

## Riepilogo Sindaci Eletti
| Provincia     | Comune  | Sindaco uscente | Sindaco uscente     | Sindaco eletto | Sindaco eletto         | Primo turno | Primo turno      | Secondo turno | Secondo turno | Seggi   |        |       |         |
| ------------- | ------- | --------------- | ------------------- | -------------- | ---------------------- | ----------- | ---------------- | ------------- | ------------- | ------- | ------ | ----- | ------- |
| Provincia     | Comune  | Torino          | Moncalieri          |                | Angelo Ferrero (PD)    |             | Roberta Meo (PD) | 15.646        | 48,08         | Seggi   | 14.155 | 53,52 | 18 / 30 |
| Venaria Reale |         | Torino          | Nicola Pollari (PD) |                | Giuseppe Catania (IdV) | 11.817      | 56,18            | _             | _             | 18 / 30 |        |       |         |
| Alessandria   | Valenza |                 | Gianni Raselli (PD) |                | Sergio Cassano (PdL)   | 5.614       | 48,65            | 5.924         | 57,89         | 12 / 20 |        |       |         |

## Torino

### Moncalieri
| Candidati                      | Candidati              | II turno             | II turno            | I turno | I turno | Liste                      | Voti   | %     | Seggi |
| Candidati                      | Candidati              | Voti                 | %                   | Voti    | %       | Liste                      | Voti   | %     | Seggi |
| ------------------------------ | ---------------------- | -------------------- | ------------------- | ------- | ------- | -------------------------- | ------ | ----- | ----- |
|                                | Roberta Meo ✔️ Sindaco | 14 155               | 53,52               | 15 646  | 48,08   | Partito Democratico        | 8 261  | 27,39 | 12    |
| Italia dei Valori              | Roberta Meo ✔️ Sindaco | 14 155               | 53,52               | 15 646  | 48,08   | 1 923                      | 6,38   | 2     |       |
| Lista Meo                      | Roberta Meo ✔️ Sindaco | 14 155               | 53,52               | 15 646  | 48,08   | 1 139                      | 3,78   | 1     |       |
| Moderati                       | Roberta Meo ✔️ Sindaco | 14 155               | 53,52               | 15 646  | 48,08   | 969                        | 3,21   | 1     |       |
| Sinistra Ecologia Libertà      | Roberta Meo ✔️ Sindaco | 14 155               | 53,52               | 15 646  | 48,08   | 784                        | 2,60   | 1     |       |
| Federazione dei Verdi - Civica | Roberta Meo ✔️ Sindaco | 14 155               | 53,52               | 15 646  | 48,08   | 729                        | 2,42   | –     |       |
| Pensionati Invalidi            | Roberta Meo ✔️ Sindaco | 14 155               | 53,52               | 15 646  | 48,08   | 235                        | 0,78   | –     |       |
| Socialisti Uniti - PSI         | Roberta Meo ✔️ Sindaco | 14 155               | 53,52               | 15 646  | 48,08   | 212                        | 0,70   | –     |       |
|                                | Stefano Zacà           | 12 292               | 46,48               | 15 533  | 47,73   | Il Popolo della Libertà    | 7 827  | 25,96 | 7     |
| Lega Nord                      | Stefano Zacà           | 12 292               | 46,48               | 15 533  | 47,73   | 2 905                      | 9,63   | 2     |       |
| Per Moncalieri                 | Stefano Zacà           | 12 292               | 46,48               | 15 533  | 47,73   | 1 822                      | 6,04   | 1     |       |
| Unione per Moncalieri          | Stefano Zacà           | 12 292               | 46,48               | 15 533  | 47,73   | 1 544                      | 5,12   | 1     |       |
| La Destra                      | Stefano Zacà           | 12 292               | 46,48               | 15 533  | 47,73   | 167                        | 0,55   | –     |       |
| Democrazia Cristiana           | Stefano Zacà           | 12 292               | 46,48               | 15 533  | 47,73   | 159                        | 0,53   | –     |       |
| Verdi Verdi                    | Stefano Zacà           | 12 292               | 46,48               | 15 533  | 47,73   | 122                        | 0,40   | –     |       |
| Fiamma Tricolore               | Stefano Zacà           | 12 292               | 46,48               | 15 533  | 47,73   | 111                        | 0,37   | –     |       |
| Seggio di coalizione           | Seggio di coalizione   | Seggio di coalizione | 46,48               | 15 533  | 47,73   | 1                          |        |       |       |
|                                | Giancarlo Chiapello    | Giancarlo Chiapello  | Giancarlo Chiapello | 785     | 2,41    | UdC - PLI - Popolare (A)   | 707    | 2,34  | –     |
|                                | Natalina Brusso        | Natalina Brusso      | Natalina Brusso     | 579     | 1,78    | Federazione della Sinistra | 540    | 1,79  | –     |
| Totale                         | Totale                 | 26 447               | 100                 | 32 543  | 100     |                            | 30 156 | 100   | 30    |
|                                |                        |                      |                     |         |         |                            |        |       |       |
| Fonte: Ministero dell'interno  |                        |                      |                     |         |         |                            |        |       |       |

### Venaria Reale
|                                | Giuseppe Catania ✔️ Sindaco | 11 817               | 56,18 | Partito Democratico     | 2 753  | 14,63 | 5  |  |  |
| Italia dei Valori              | Giuseppe Catania ✔️ Sindaco | 11 817               | 56,18 | 2 102                   | 11,17  | 4     |    |  |  |
| Uniti per Cambiare             | Giuseppe Catania ✔️ Sindaco | 11 817               | 56,18 | 1 954                   | 10,39  | 3     |    |  |  |
| Sinistra Ecologia Libertà      | Giuseppe Catania ✔️ Sindaco | 11 817               | 56,18 | 1 540                   | 8,18   | 2     |    |  |  |
| Moderati                       | Giuseppe Catania ✔️ Sindaco | 11 817               | 56,18 | 1 182                   | 6,28   | 2     |    |  |  |
| Unione di Centro               | Giuseppe Catania ✔️ Sindaco | 11 817               | 56,18 | 659                     | 3,50   | 1     |    |  |  |
| Socialisti Uniti - PSI         | Giuseppe Catania ✔️ Sindaco | 11 817               | 56,18 | 613                     | 3,26   | 1     |    |  |  |
|                                | Giovanni Baietto            | 5 569                | 26,47 | Il Popolo della Libertà | 2 792  | 14,84 | 4  |  |  |
| Lega Nord                      | Giovanni Baietto            | 5 569                | 26,47 | 1 999                   | 10,62  | 3     |    |  |  |
| La Destra                      | Giovanni Baietto            | 5 569                | 26,47 | 145                     | 0,77   | –     |    |  |  |
| Democrazia Cristiana           | Giovanni Baietto            | 5 569                | 26,47 | 69                      | 0,37   | –     |    |  |  |
| Seggio di coalizione           | Seggio di coalizione        | Seggio di coalizione | 26,47 | 1                       |        |       |    |  |  |
|                                | Nicola Pollari              | 3 650                | 17,35 | Democratici per Venaria | 1 129  | 6,00  | 2  |  |  |
| Sinistra - Venaria con Pollari | Nicola Pollari              | 3 650                | 17,35 | 834                     | 4,43   | 1     |    |  |  |
| Federazione dei Verdi          | Nicola Pollari              | 3 650                | 17,35 | 425                     | 2,26   | –     |    |  |  |
| Federazione della Sinistra     | Nicola Pollari              | 3 650                | 17,35 | 352                     | 1,87   | –     |    |  |  |
| Venaria Oltre                  | Nicola Pollari              | 3 650                | 17,35 | 267                     | 1,42   | –     |    |  |  |
| Seggio di coalizione           | Seggio di coalizione        | Seggio di coalizione | 17,35 | 1                       |        |       |    |  |  |
| Totale                         | Totale                      | 21 036               | 100   |                         | 18 815 | 100   | 30 |  |  |
|                                |                             |                      |       |                         |        |       |    |  |  |
| Fonte: Ministero dell'interno  |                             |                      |       |                         |        |       |    |  |  |

## Alessandria

### Valenza
| Candidati                     | Candidati                 | II turno             | II turno        | I turno | I turno | Liste                        | Voti   | %     | Seggi |
| Candidati                     | Candidati                 | Voti                 | %               | Voti    | %       | Liste                        | Voti   | %     | Seggi |
| ----------------------------- | ------------------------- | -------------------- | --------------- | ------- | ------- | ---------------------------- | ------ | ----- | ----- |
|                               | Sergio Cassano ✔️ Sindaco | 5 924                | 57,89           | 5 614   | 48,65   | Il Popolo della Libertà      | 3 147  | 29,52 | 8     |
| Lega Nord                     | Sergio Cassano ✔️ Sindaco | 5 924                | 57,89           | 5 614   | 48,65   | 1 501                        | 14,08  | 4     |       |
| Insieme si Può...             | Sergio Cassano ✔️ Sindaco | 5 924                | 57,89           | 5 614   | 48,65   | 305                          | 2,86   | –     |       |
| Ambientalisti per Valenza     | Sergio Cassano ✔️ Sindaco | 5 924                | 57,89           | 5 614   | 48,65   | 194                          | 1,82   | –     |       |
| Valenza Rinasce - La Fenice   | Sergio Cassano ✔️ Sindaco | 5 924                | 57,89           | 5 614   | 48,65   | 144                          | 1,35   | –     |       |
|                               | Costanza Zavanone         | 4 309                | 42,11           | 3 803   | 32,96   | Partito Democratico          | 1 729  | 16,22 | 3     |
| Per Valenza                   | Costanza Zavanone         | 4 309                | 42,11           | 3 803   | 32,96   | 1 042                        | 9,77   | 1     |       |
| Sinistra Ecologia Libertà     | Costanza Zavanone         | 4 309                | 42,11           | 3 803   | 32,96   | 317                          | 2,97   | –     |       |
| Federazione della Sinistra    | Costanza Zavanone         | 4 309                | 42,11           | 3 803   | 32,96   | 290                          | 2,72   | –     |       |
| Unione di Centro              | Costanza Zavanone         | 4 309                | 42,11           | 3 803   | 32,96   | 155                          | 1,45   | –     |       |
| Seggio di coalizione          | Seggio di coalizione      | Seggio di coalizione | 42,11           | 3 803   | 32,96   | 1                            |        |       |       |
|                               | Germano Tosetti           | Germano Tosetti      | Germano Tosetti | 1 419   | 12,30   | Tosetti con Noi per la Città | 1 221  | 11,45 | 1     |
| Seggio di coalizione          | Seggio di coalizione      | Seggio di coalizione | Germano Tosetti | 1 419   | 12,30   | 1                            |        |       |       |
|                               | Settimio Siepe            | Settimio Siepe       | Settimio Siepe  | 703     | 6,09    | Valenza la Tua Città         | 617    | 5,79  | –     |
| Seggio di coalizione          | Seggio di coalizione      | Seggio di coalizione | Settimio Siepe  | 703     | 6,09    | 1                            |        |       |       |
| Totale                        | Totale                    | 10 233               | 100             | 11 539  | 100     |                              | 10 662 | 100   | 20    |
|                               |                           |                      |                 |         |         |                              |        |       |       |
| Fonte: Ministero dell'interno |                           |                      |                 |         |         |                              |        |       |       |